# Morosowka (Kaliningrad)

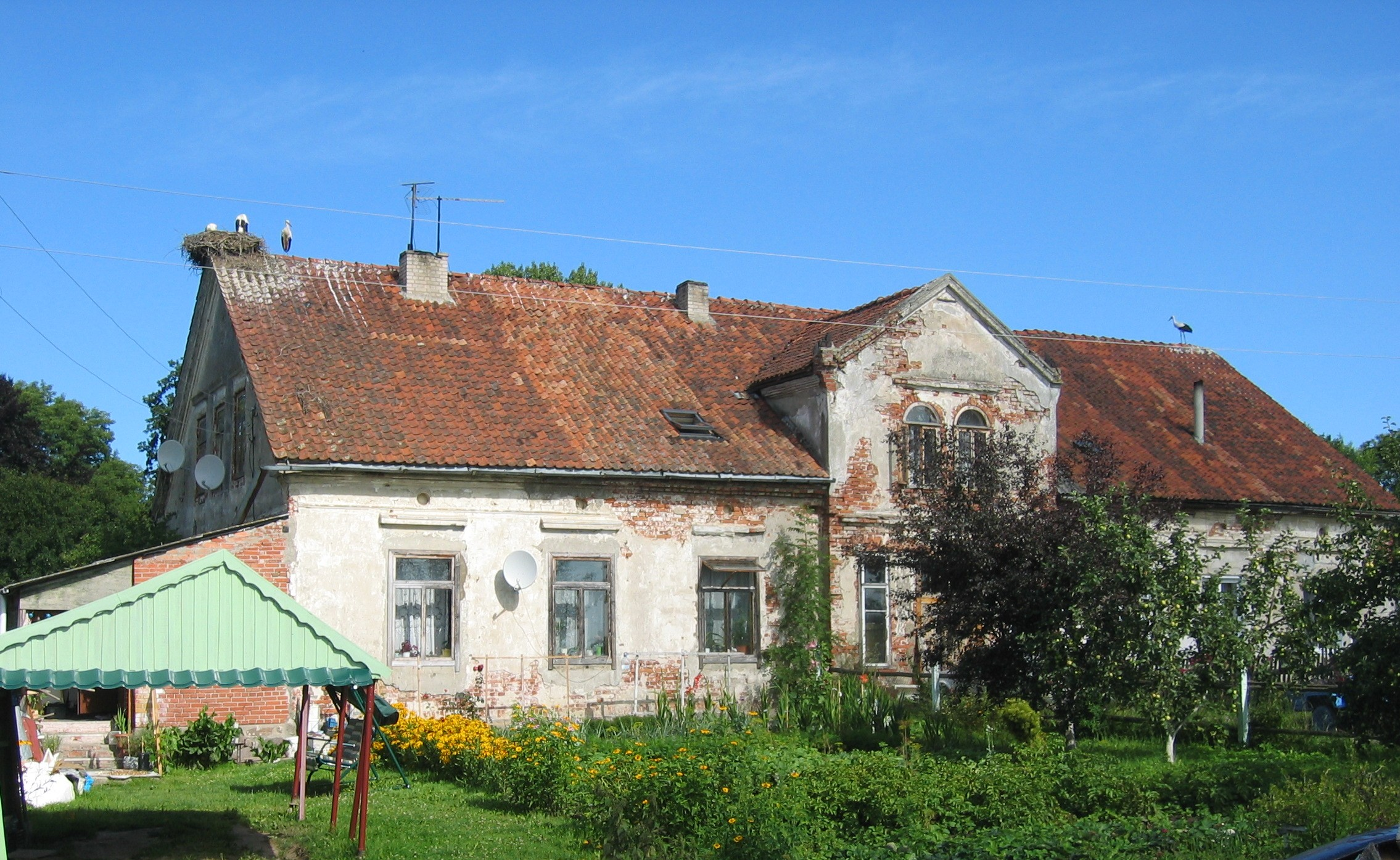
Früheres Gutshaus Sacherau, Juli 2008

Morosowka (russisch Морозовка, deutsch Sacherau) ist ein Ort in der russischen Oblast Kaliningrad. Er gehört zur kommunalen Selbstverwaltungseinheit Stadtkreis Selenogradsk im Rajon Selenogradsk.

## Geographische Lage
Morosowka liegt 33 Kilometer nordwestlich der Oblasthauptstadt Kaliningrad (Königsberg) und 13 Kilometer nördlich der einstige Kreisstadt Primorsk (Fischhausen) und ist über eine Stichstraße von der russischen Fernstraße A 192 aus zu erreichen. Bis 1945 war Germau (heute russisch: Ruskoje) die nächste Bahnstation und lag an der heute nicht mehr regulär betriebenen Bahnstrecke Fischhausen–Groß Dirschkeim (russisch: Primorsk–Donskoje) der Ostpreußischen Südbahn.

## Geschichte
Das bis 1946 Sacherau genannte Gutsdorf wurde 1874 in den neu errichteten Amtsbezirk Gauten (heute russisch: Putilowo) eingegliedert, der zum Landkreis Fischhausen im Regierungsbezirk Königsberg der preußischen Provinz Ostpreußen gehörte. Im Jahre 1910 zählte Sacherau 77 Einwohner.
Am 30. September 1928 verlor Sacherau seine Eigenständigkeit, indem es sich mit den Nachbarorten Germau (heute russisch: Russkoje), Krattlau (Sytschowo), Kirpehnen (Powarowka) und Trulick (nicht mehr existent) zur neuen Landgemeinde Germau zusammenschloss, die allerdings nun bis 1945 zum Amtsbezirk Germau gehörte, der 1939 dem Landkreis Samland beitrat.
Im Jahre 1945 kam Sacherau mit dem nördlichen Ostpreußen infolge des Zweiten Weltkrieges zur Sowjetunion. Im Jahr 1947 erhielt der Ort den Namen Morosowka und wurde gleichzeitig sowohl dem Dorfsowjet Logwinski selski Sowet als auch dem Schatrowski selski Sowet im Rajon Primorsk zugeordnet. Welchem Dorfsowjet der Ort tatsächlich zunächst angehörte, muss zunächst offenbleiben. Später gelangte Morosowka in den Powarowski selski Sowet. Von 2005 bis 2015 gehörte der Ort zur Landgemeinde Krasnotorowskoje selskoje posselenije und seither zum Stadtkreis Selenogradsk.

## Kirche
Vor 1945 waren die meisten Einwohner Sacheraus evangelischer Konfession und dadurch in das Kirchspiel der Pfarrkirche in Germau (heute russisch: Russkoje) eingegliedert. Es gehörte zum Kirchenkreis Fischhausen (Primorsk) innerhalb der Kirchenprovinz Ostpreußen der Kirche der Altpreußischen Union. Heute liegt Morosowka im Einzugsbereich der evangelisch-lutherischen Auferstehungskirche in Kaliningrad (Königsberg) in der Propstei Kaliningrad der Evangelisch-lutherischen Kirche Europäisches Russland.